# Governatori di Pitcairn
Secondo la Costituzione delle Isole Pitcairn, il Territorio Britannico d'Oltremare è retto da un governatore nominato dal monarca britannico. A causa della piccola popolazione delle Isole Pitcairn, il governatore delle Figi è stato tradizionalmente nominato per le Isole Pitcairn dal 1898 al 1970. Dall'indipendenza delle Figi, l'Alto Commissario britannico in Nuova Zelanda è sempre stato governatore delle Isole Pitcairn; l'attuale governatore è Iona Thomas.

## Lista dei governatori
| Governatore                  | Inizio mandato   | Fine mandato     | Note                   |
| ---------------------------- | ---------------- | ---------------- | ---------------------- |
| Sir Arthur Norman Galsworthy | 5 febbraio 1970  | 8 gennaio 1973   |                        |
| David Aubrey Scott           | 5 febbraio 1973  | 1975             |                        |
| Harold Smedley               | 5 febbraio 1976  | 1980             |                        |
| Richard Stratton             | 1980             | 1984             |                        |
| Terence Daniel O'Leary       | 4 luglio 1984    | 1987             |                        |
| Robin Byatt                  | 8 dicembre 1987  | 1990             |                        |
| David Moss                   | 5 settembre 1990 | 1994             |                        |
| Robert John Alston           | 4 agosto 1994    | 10 febbraio 1998 |                        |
| Martin Williams              | 4 aprile 1998    | 2001             |                        |
| Richard Fell                 | 10 dicembre 2001 | 25 aprile 2006   |                        |
| George Fergusson             | 2 maggio 2006    | 10 maggio 2010   |                        |
| Mike Cherrett                | 19 maggio 2010   | 3 giugno 2010    | Governatore ad interim |
| Victoria "Vicki" Treadell    | 3 giugno 2010    | 4 luglio 2014    |                        |
| Jonathan Sinclair            | 15 agosto 2014   | 8 dicembre 2018  |                        |
| Robin Shackell               | 9 dicembre 2017  | 18 gennaio 2018  | Governatore ad interim |
| Laura Clarke                 | 25 gennaio 2018  | 7 luglio 2022    |                        |
| Iona Thomas                  | 7 luglio 2022    | in carica        |                        |